# 태권도원
태권도원(跆拳道園, 영어: Taekwondowon)은 2014년 4월 24일 개관한 태권도의 체험 및 수련과 연구를 위한 태권도 관련 시설이다. 전북특별자치도 무주군 설천면 무설로 1482에 위치하며 태권도진흥재단이 운영한다. 총 면적 2,314천m2에 총 사업비 2,475억원을 들여 2009년 3월에 착공, 2013년 8월에 준공하였다. 도전의 장인 체험공간, 도약의 장인 수련공간, 도달의 장인 상징공간 등의 3개의 주요 주제 공간으로 구성되었다.

## 조성사업 추진 경과 및 향후 일정
- 1997년 7월 대한체육회, ’태권도성전’ 건립 건의
- 2000년 4월 문화관광부, 태권도공원 조성사업 계획 발표
- 2004년 12월 태권도공원 조성지 선정 발표 전북 무주군
- 2005년 7월 재단법인 태권도진흥재단 창립
- 2007년 12월 태권도 진흥 및 태권도공원 조성 등에 관한 법률 제정
- 2008년 5월 ~ 9월 태권도공원 마스터플랜 국제지명초청 설계경기
- 2009년 9월 태권도공원 건립공사 기본설계안 및 시공사 선정
- 2009년 9월 4일 태권도공원 건립공사 기공식(태권도의 날)
- 2009년 12월 태권도원 건립공사 계약체결((주)삼성물산 컨소시엄)
- 2010년 10월 태권도공원 착공
- 2012년 2월 28일 태권도원으로 명칭 변경[1]
- 2013년 8월 태권도원 준공
- 2014년 4월 24일 태권도원 개관
- 2015년 세계유소년태권도대회 개최[2]
- 2017년 WTF 세계태권도선수권대회 개최

## 공간 구성

### 도전의 장 - 체험 공간
(Space 體) 경기장, 공연장, 박물관, 체험관에서 태권도에 대한 경험을 통해 도전 정신을 일깨우고 삶의 긍정적인 변화를 이끄는 자신감을 키우는 목적으로 조성된 공간이다.

### 도약의 장 - 수련 공간
(Space 認) 신체 단련으로서의 태권도를 넘어 학문으로서의 태권도 연구와 전문 연수를 통해 신체와 정신의 조화를 이루어 진정한 태권도인으로 한 단계 성장하는 목적으로 조성된 공간이다.

### 도달의 장 - 상징 공간
(Space 至) 태권도 고단자와 명인들의 얼을 기리고 태권도의 근본 정신을 계승하는 목적으로 조성된 공간이다.

## 조경
태권도원 조경에는 태권도 정신이 담겨있다.

### 태권도 정신을 담은 5가지 조경 이야기
- 순백의 첫 인상, 태권도원의 마을 숲 [조경수목] 느릅나무, 자작나무, 느티나무, 소나무, 갯버들, 버드나무, 야광나무, 산사나무, 영상홍, 산철쭉, 이팝나무 등
- 노란단풍과 황토중정에서 나를 극복하다 [조경 수목] 고로쇠나무, 대나무, 참나무, 꽃사과, 매화나무, 벚나무 등
- 소쇄원을 닮은 ‘전통정원’ [조경 수목] 느티나무, 대나무, 배롱나무, 단풍나무, 매화나무, 왕벚나무, 꽃복숭아나무 등
- 대자연에 동화하다 [조경 수목] 느티나무, 꽃복숭아나무, 소나무, 배롱나무, 참나무 등
- 마음으로 명상하다 [조경 수목] 어귀마당 - 무궁화, 대나무, 오죽, 구상나무, 잣나무, 초화류 등. 태권전 화계 - 소나무, 회화나무, 말채나무, 느티나무, 산수유나무, 쉬나무, 명자나무, 철쭉, 진달래 등.

### 핵심 조경지 9가지
품새조각공원, 열린마당, 세계태권도마을, 숲안뜰, 한수마당/야외수련장, 전통정원, 워터가든, 워터테라스/수련폭포, 추목공원 등.

## 참고 문헌
- 태권도원 리플렛 (2014년 5월)

## 같이 보기
- 무주T1경기장
- 태권도진흥재단
- 국기원
- 대한태권도협회
- 세계태권도연맹